# Нержедин

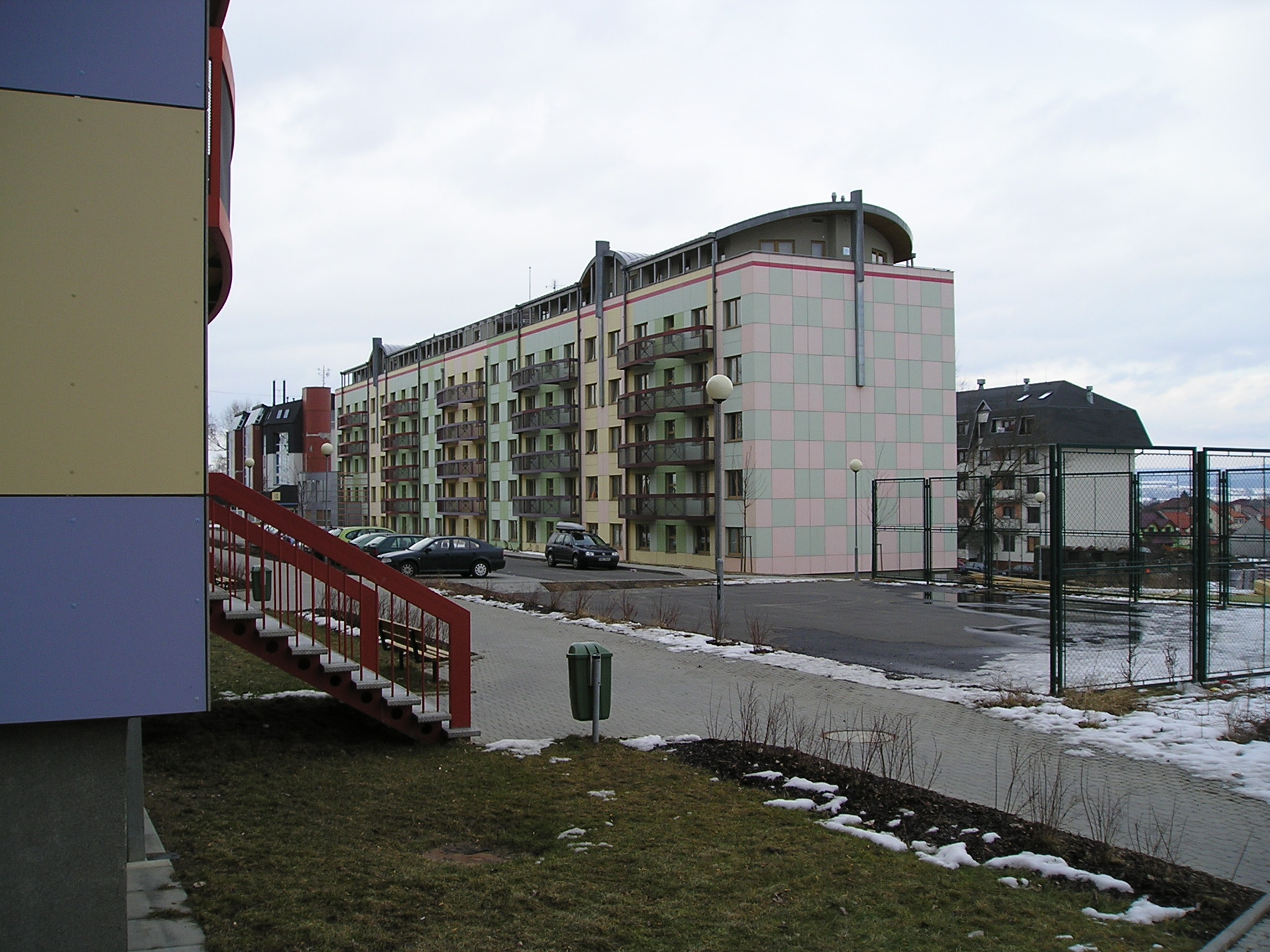

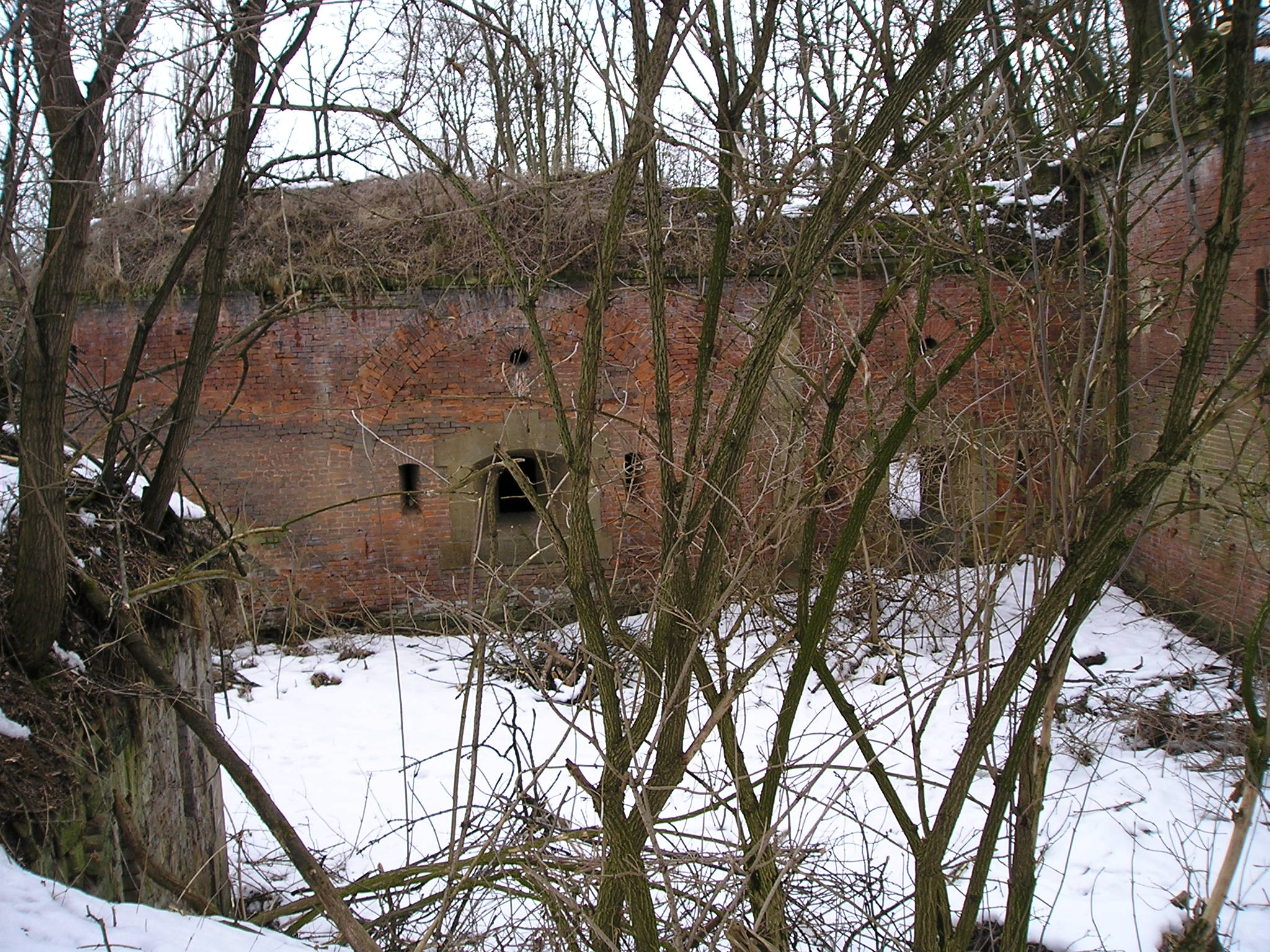

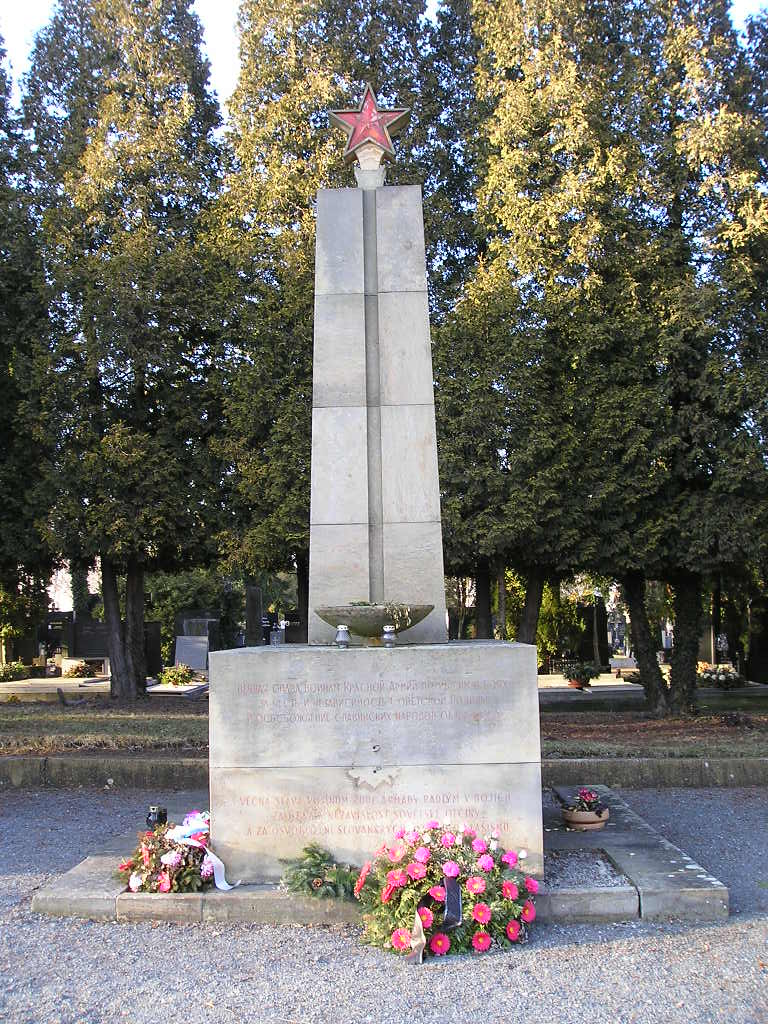

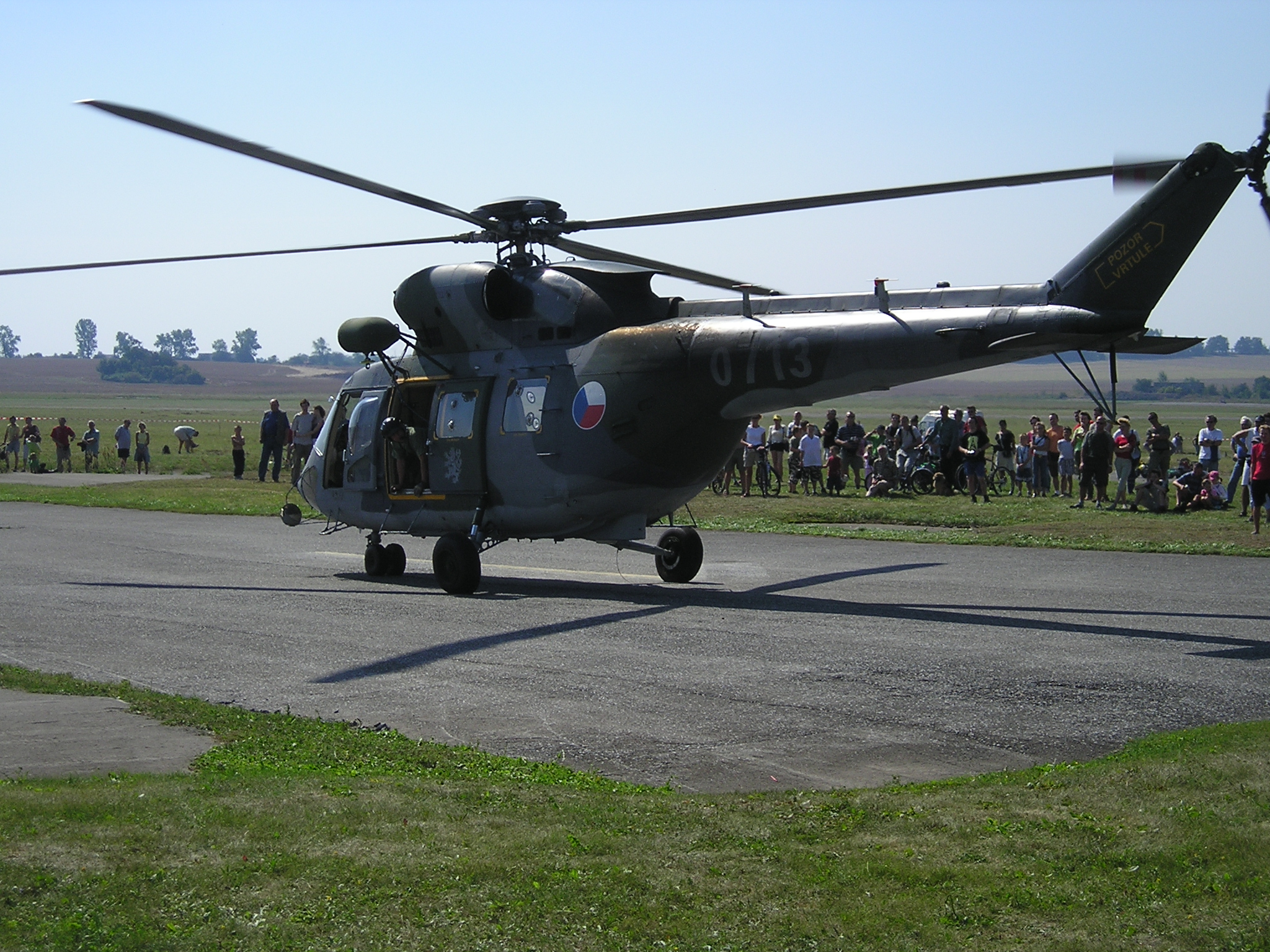

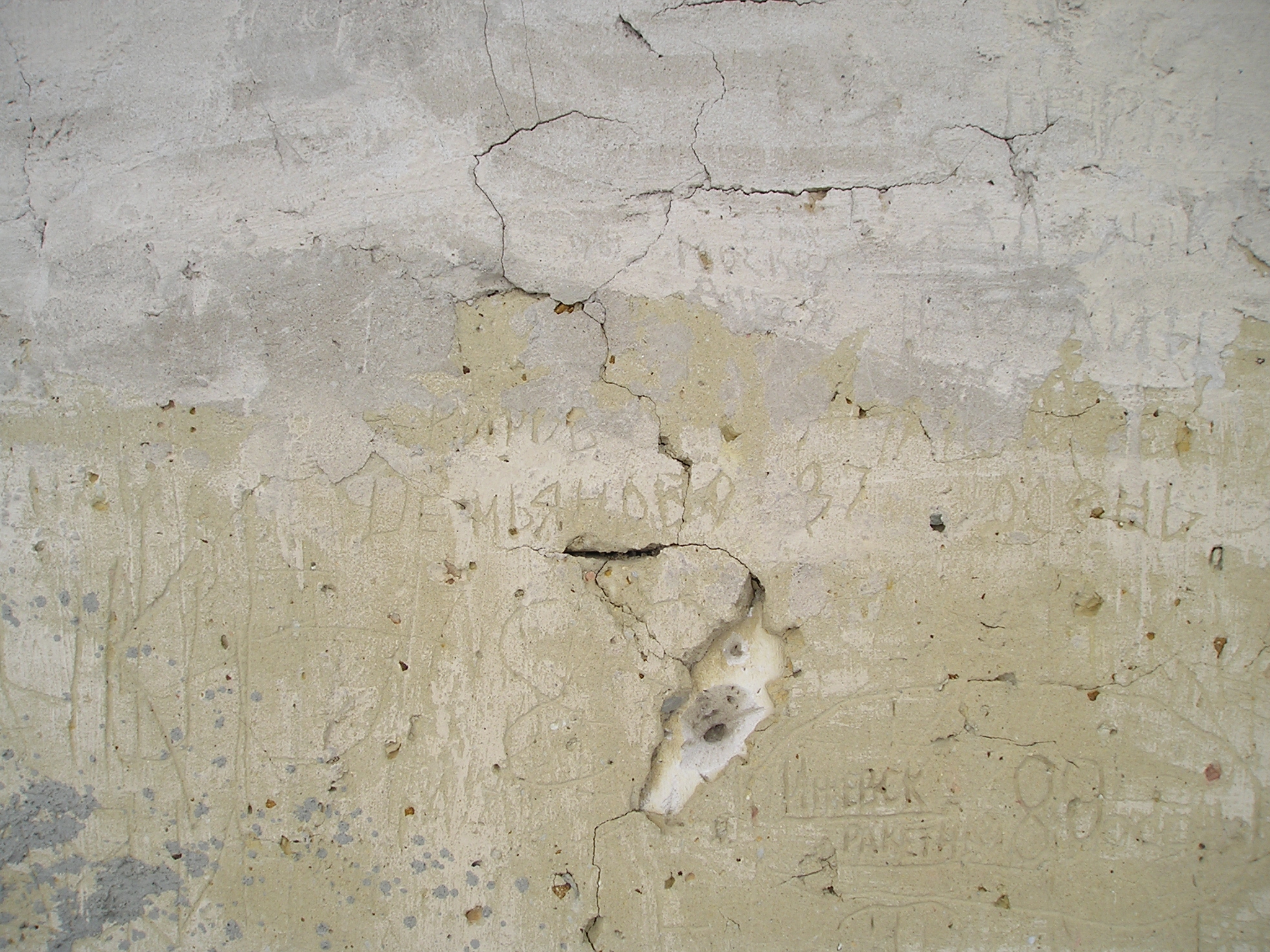

Нержедин (чеш. Neředín) — район города Оломоуца в Чешской республике.
Начиная с 2000 года район претерпел ряд значительных изменений. Благодаря значимым городским инвестициям была обустроена и расширена дорога и обновлена инфраструктура, приходящая сюда из города. Также приблизительно в этот же период в Нержедине на пустующих земельных угодьях начало возникать поселение из коттеджей. Сначала возникали дома класса люкс, но потом к ним постепенно присоединились постройки среднего класса.
Во время расширения дороги, ведущей вдоль кладбища и соединяющей старый город с Нержедином, были открыты фрагменты человеческих костей, принадлежащих солдатам времен Второй мировой войны. Скорее всего речь идет об останках немецких солдат, которые здесь похоронены.
В Нержедине до 1990 года находились советские войска, располагавшиеся на аэродроме. От советских войск здесь остались военные постройки и казармы, которые в настоящее время используются в гражданских целях. Казармы перестроили в общежития для студентов и квартиры для граждан. Военные ангары используются как склады предпринимателей или для ультралегких самолетов. Сегодня аэродром используется почти исключительно для рекреационных целей, а именно, для полетов на ультралегких самолетах.

## Транспорт
Добраться до Нержедина можно трамваями № 2 и 7 из центра города или от железнодорожного вокзала. Конечная остановка — «Крематорий». Длительность проезда от ж/д вокзала до последней остановки составляет 15 минут. Пешком 1 час.

## Достопримечательности Нержедина

### Факультет физической культуры им. Палацкого в Оломоуце
Факультет состоит из комплекса двух зданий. Одно из зданий в себя включает студенческую библиотеку.

### Мультинациональное общежитие
В Нержедине находятся четыре здания бывших советских казарм, отведенных под общежития для студентов. Общежития относятся к самым современным и обустроенным в Чешской республике, наверное, также поэтому они пользуются особой популярностью у иностранных студентов, создающих в этом удаленном месте мультикультурную среду.

### Крепость времен Австро-венгерской империи
До 1918 года Чехия являлась частью Австро-Венгрии. В XVIII столетии были построены оломоуцкие укрепления, которые успешно отпугивали прусские войска в радиусе пушечного выстрела. Сегодня от крепостей остались лишь фрагменты, один из которых находится в Нержедине. Нержединская крепость по своим размерам достаточно обширна и имеет множество сохранившихся сооружений. В настоящее время крепость используется только как игровое поле для пейнтболла.

### Кладбище
На кладбище находятся три интересные зоны:
- могилы и обелиск советским солдатам, павшим во Вторую мировую войну
- сразу напротив — это захоронение немецких солдат, убитых во Вторую мировую войну
- еврейские захоронения и постройки.

Могилы советским солдатам находятся в центре кладбища. Вокруг обелиска с его передней и боковых сторон расположены могилы офицерского состава. Позади обелиска небольшая возвышенность с табличкой чеш. Hromadný hrob 1436 vojáků R.A. z toho 9 žen, что в переводе означает: «Массовое захоронение 1436 солдат Красной армии, включая 9 женщин.»
Почти напротив могил советских солдат находится захоронение немецких солдат, убитых во время Второй мировой войны. Это место обозначено тремя немецкими крестами, возвышающимися над захоронениями, а также списком имён.
Кроме обыкновенных могил на кладбище находятся еврейские постройки, напоминающие о когда-то многочисленном еврейском меньшинстве, проживавшем в Оломоуце.

## Население
| Год  | Численность | Численность |
| ---- | ----------- | ----------- |
| 1869 | 300         | [ 4 ]       |
| 1880 | 343         | [ 4 ]       |
| 1890 | 406         | [ 4 ]       |
| 1900 | 412         | [ 4 ]       |
| 1910 | 486         | [ 4 ]       |
| 1921 | 516         | [ 4 ]       |
| 1930 | 1321        | [ 4 ]       |
| 1950 | 1518        | [ 4 ]       |
| 1961 | 2732        | [ 4 ]       |
| 1970 | 5076        | [ 4 ]       |
| 1980 | 7501        | [ 4 ]       |
| 1991 | 9783        | [ 4 ]       |
| 2001 | 9747        | [ 4 ]       |
| 2011 | 9628        | [ 4 ]       |
| 2021 | 8928        | [ 3 ]       |